# Jens Bangs stenhus

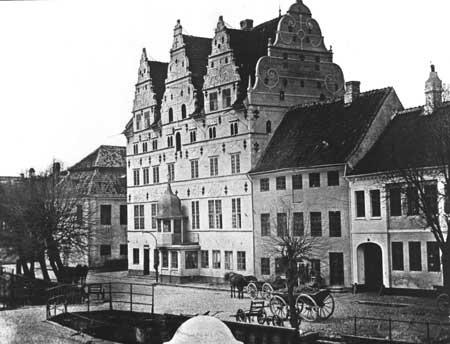
Fotografi av Heinrich Tønnies, omkring 1890

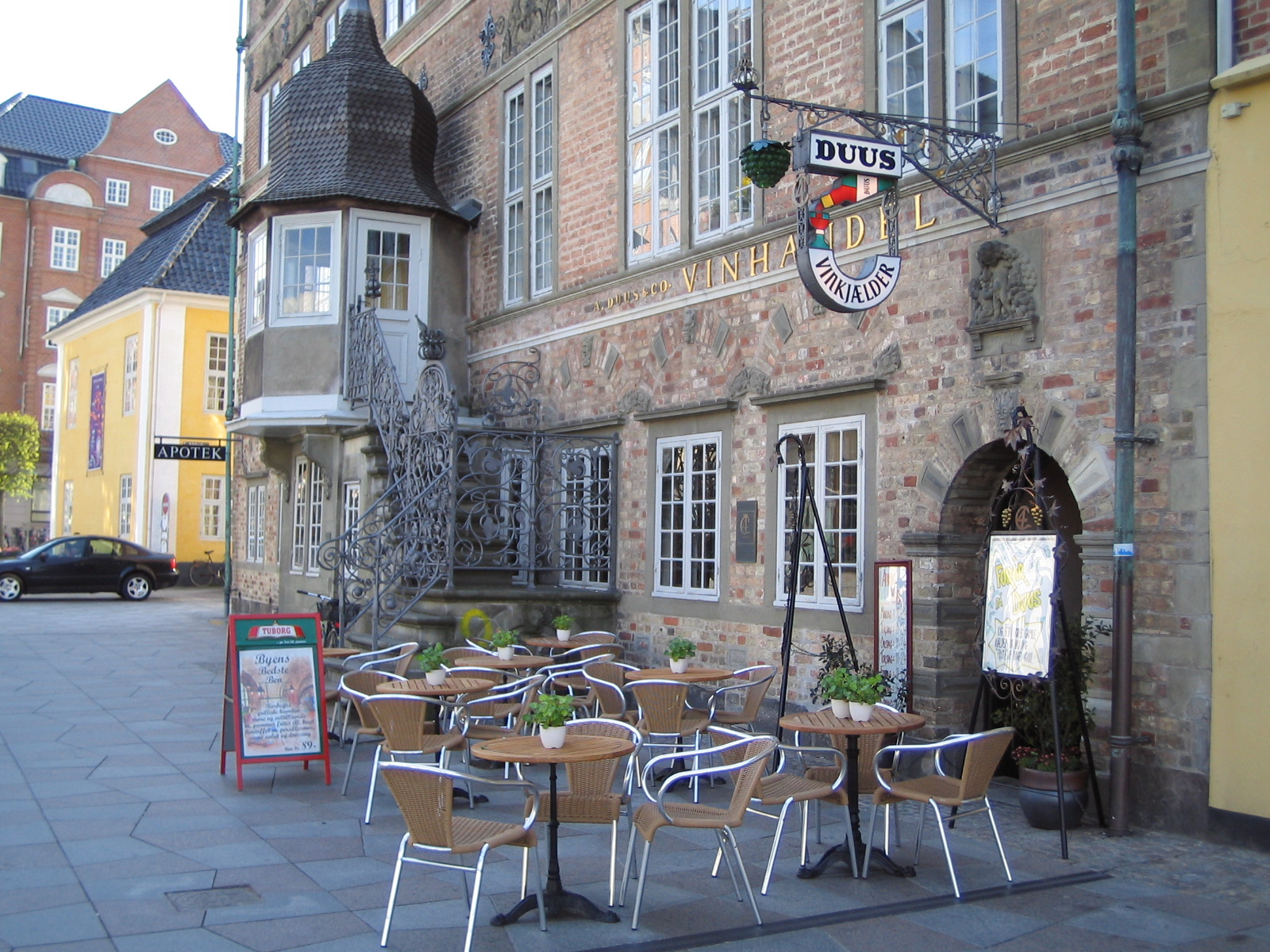
Restaurang i Jens Bangs stenhus, 2004

Jens Bangs stenhus är en byggnad från 1624 vid hörnet Österågade/Adelgade i Ålborg i Danmark. Det uppfördes för köpmannen Jens Bang i mörkröd tegelsten med utsmyckningar av sandsten i holländsk renässansstil. Jens Bang köpte 1621 tomten som huset 1623–1624 skulle uppföras på. Huset väckte på sin tid uppmärksamhet genom sin storlek. Åren 1665–2013 fanns Svaneapoteket i Ålborg i byggnadens bottenvåning.

## Historik
Under Trettioåriga kriget var huset ockuperat av tyska trupper mellan 1627 och 1629, samtidigt som Jens Bang flydde till Marstrand. Jens Bang dog i februari 1644 under Torstensonska kriget, när Ålborg åter var ockuperat, nu av svenskar. Vid tiden för truppernas avtåg var huset i ett dåligt skick. Stenhuset övertogs av hans många långivare. År 1665 inrättade apotekaren Johannes Frederik Friedenreich (1642–1690) Svaneapotek i Jens Bangs tidigare butik i markplanet. År 1671 hade Friedenreich råd att köpa fastigheten. De övre våningsplanen inrättades efter hand till läkarmottagningar och bostäder.
Apoteket har drivits kontinuerligt i huset till 2013 och byggnaden har ärvts generation efter generation. Familjen Strøyberg ärvde byggnaden 1829 och den ägs idag av stiftelsen Apoteker S.C. Strøybergs Fond til Bevarelse af Jens Bangs Stenhus.

## Byggnaden
Jens Bangs stenhus har fem våningar och fem gavlar. Huset är dekorerat med sandstenskulpturer av samma höga kvalitet som de som vid denna tid utsmyckade de byggnader som kung Kristian IV lät uppföra. På grund av sina goda kontakter med kungen kunde Jens Bang anlita landets bästa konstnärer och hantverkare för bygget, troligen med Hans van Steenwinckel den yngre som arkitekt.
Huset hade ursprungligen fem rundbågade dörröppningar, som troligen var krönta med de skulpterade figurer och vattenkastare som nu kröner fönstren. Markplanet utnyttjades för handelsstånd och magasin. Förutom bostadsrum på andra våningen finns också magasinsutrymmen i huset. Bangs egen bostad hade en rad stora fönster med sandstensinfattning.
Den framträdande utbuktningen med sin skifferklädda huva är från omkring 1700. Ett antal andra ändringar gjordes också omkring 1712.
Barocktak med omsorgsfull stuckatur lades in i två av rummen på andra våningen på initiativ av Johannes Frederik Friedenreich. Under en period var den södra gavelns topp ersatt av ett valmat tak, men den återskapades 1916. Ett trapptorn byggdes på husets baksida 1897 som  ersättning för spiraltrappan inne i huset.
Fastigheten står på sankmark, med 10–12 meter ned till fast mark. Tekniken att påla så djupt för byggnader fanns inte på 1600-talet, varför grunden stabiliserades med ett horisontellt lager av breda plankor. I början av 1900-talet var träfundamentet underminerat av grundvattnet, vilket föranledde en omfattande restaurering under ledning av Harald Lønborg-Jensen, varvid trägrunden ersattes av betongpelare. De hårt åtgångna sandstensdekorationerna ersattes samtidigt av kopior. Restaureringen fortgick till 1933.

## Interiör på 1600-talet
Inredningen av Jens Bangs privatbostad på andra våningen är känd från den värdering som gjordes efter hans hustru Maren Jørgensdatters död 1639. Bostaden nåddes vid denna tid med en yttre stentrappa från Østerågade med en imposant sandstensportal utanför en förhall med bord och stolar. I kontakt med förhallen låg ett sovrum med en stor himmelssäng med gula förhängen, omgiven av väggfasta bänkar. På andra sidan förhallen fanns salen med järnugn, bord och stolar. Väggarna var klädda med ekpanel, som var målad i starka färger, med mönster och figurer. Där hängde oljemålningar av Jens Bang och hans hustru. I rummet fanns familjens bibliotek och på en hylla längs en av väggarna fanns 18 solida stenkrus. Från salen fanns förbindelse inåt i huset till kök och andra rum. En dörr ledde också till ytterligare ett rum på andra våningen, vilket stod i förbindelse med en svalgång av trä på baksidan.

## Apotekersamlingen
Svaneapoteks samling finns numera i några av husets övre rum i det lilla apoteksmuseet Apotekersamlingen. Från början var apoteket också en livsmedelsaffär, som hade licens för att sälja sprit, vin, choklad och lakrits, vilka också användes för medicinska ändamål. Apotekersamlingen drivs av Nordjyske Museer.